# Henriette Huber
Henriette Huber är en ungersk kanotist.
Hon tog bland annat VM-guld i K-1 200 meter i samband med sprintvärldsmästerskapen i kanotsport 2011 i Szeged.